# Dylan DeMelo
Dylan DeMelo, född 1 maj 1993, är en kanadensisk professionell ishockeyspelare som spelar för Winnipeg Jets i NHL.
Han har tidigare spelat på NHL-nivå för Ottawa Senators och San Jose Sharks och på lägre nivåer för San Jose Barracuda och Worcester Sharks i AHL samt Mississauga Steelheads och Mississauga St. Michael's Majors i OHL.
DeMelo draftades i sjätte rundan i 2011 års draft av San Jose Sharks som 179:e spelare totalt.
Den 13 september 2018 ingick han i Erik Karlsson-traden som skickade Karlsson och Francis Perron till San Jose Sharks i utbyte mot DeMelo, Chris Tierney, Rudolfs Balcers, Josh Norris, ett val i första rundan i NHL-draften 2019 eller 2020, ett val i andra rundan i NHL-draften 2019 samt två villkorliga draftval.